# Robotsystem 15

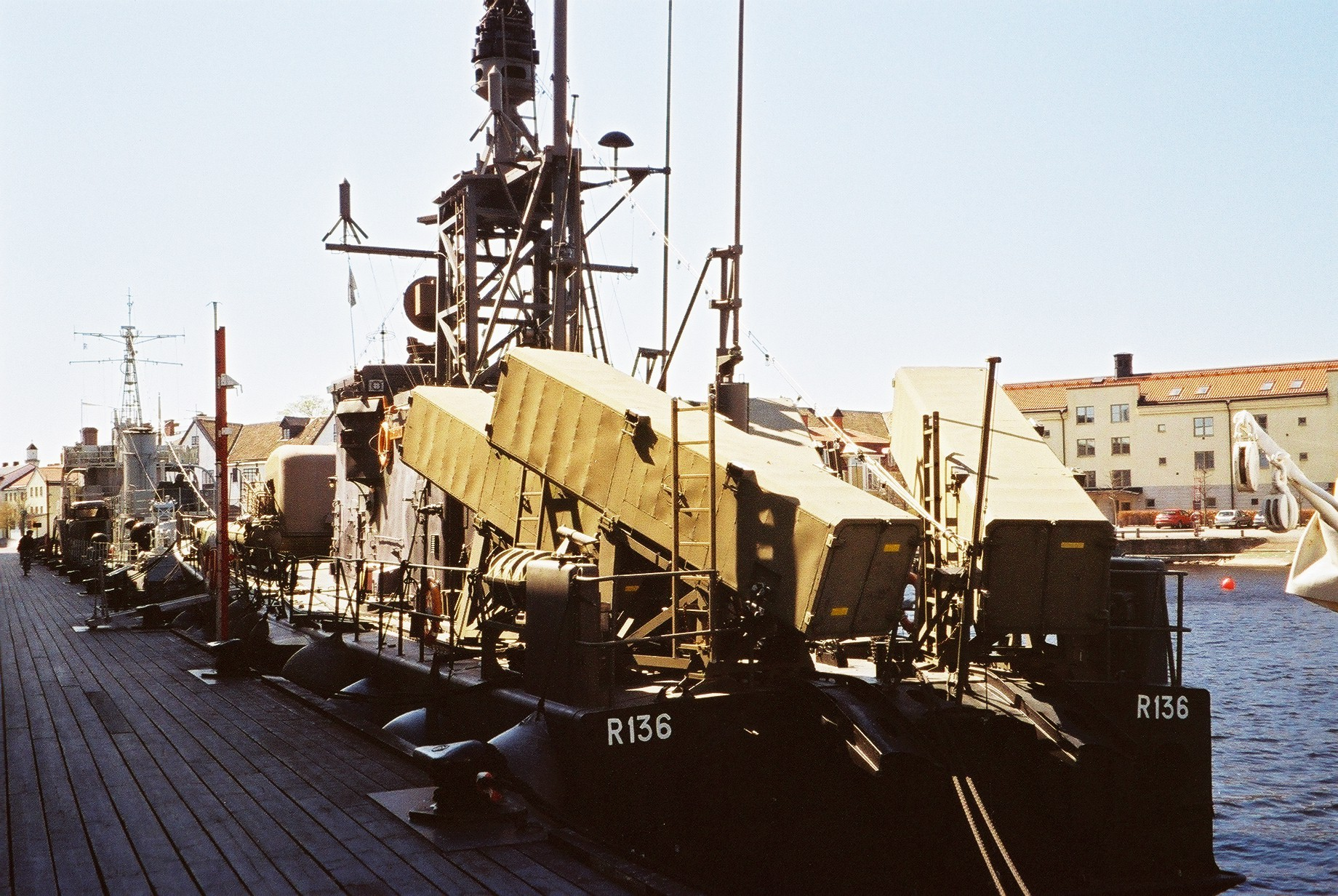
Robot 15 på.

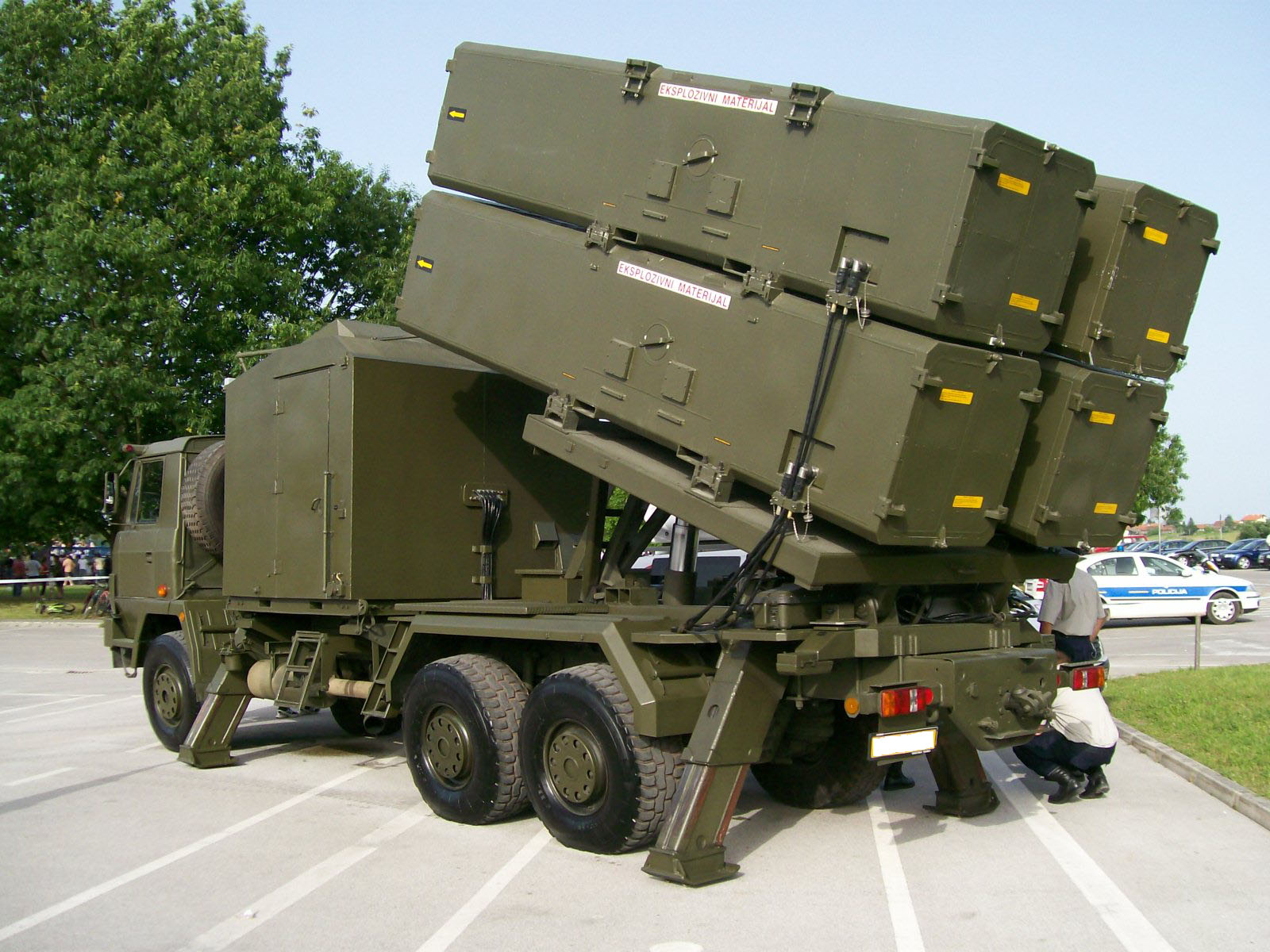
Robot 15KA på terrängbil tillhörande kroatiska marinen.

Robotsystem 15 (RBS 15), är en Saab-tillverkad sjömålsrobot avsedd att slå ut ytfartyg, men kan också träffa landbaserade mål. Roboten infördes på 1980-talet på torpedbåtarna i Norrköping-klassen. I slutet av 1990-talet modifierades den till den förbättrade versionen Mk.II. Under 2000-talet uppgraderades systemet ännu en gång till version Mk 3.
Robot 15 använder aktiv radar för att hitta sitt mål och har en räckvidd på 300+ kilometer. Roboten används av svenska flottan och utgör huvudbestyckning på svenska korvetter av Stockholm-, Gävle- och Visby-klass. Robot 15 utgjorde också huvudbestyckning på svenska robotbåtar av Norrköping-klass. Robot 15 finns även i en luftburen version (Robot 15F) avsedd för svenska flygvapnet samt i en landbaserad version.

## Bakgrund
Sovjetunionen var först med att införa sjömålsrobotar i form av P-15 Termit år 1960. Svenska marinen var först i västvärlden med att införa Robot 08 på jagare av Halland-klass år 1966. När jagarna avvecklades i början på 1980-talet saknade flottan sjömålsrobotar. Sådana anskaffades i form av den norska roboten Pingvin (Robot 12) för de nya patrullbåtarna av Hugin-klass som levererades 1978–1982. Då denna hade tämligen kort räckvidd och liten stridsspets förordade flottan att den amerikanska roboten Harpoon skulle anskaffas för att användas på torpedbåtar av Norrköping-klass. Marinen hade redan fått klartecken från försvarsdepartementet och ÖB för anskaffning av den amerikanska roboten när Saab 1978 gjorde ett försök att sälja in en turbojetdriven variant av flygvapnets sjömålsrobot Robot 04. Den föreslagna Rb 04 Turbo förbättrades successivt och bytte namn för att det skulle bli en helt ny robot.
Den 25 april 1979 fick FMV i uppdrag av regeringen att förhandla med Saab-Bofors Missile Corporation (SBMC) om utveckling och anskaffning av RBS 15. Efter en osedvanligt kort utvecklingstid började leveransen av de första robotarna till marinen i juni 1984.
I och med att kustartilleriet lades ned försvann Försvarsmaktens förmåga att skjuta tunga kustrobotar från land, en förmåga som gradvis återtogs från 2016. Vid övningen Swenex deltog en av kustrobotenheterna, vilka återskapats av bland annat delar ur tidigare nedlagda kustrobotbatterier samt från avvecklade robotbåtar och korvetter.

## Tillkomsthistoria

### Robot 15M
Försvarets materielverk beställde Robot 15M i juli 1979 och robotarna levererades till torpedbåtarna i mitten av 1980-talet. Dessa omklassificerades då till robotbåtar.
I mars 1983 beställdes ett antal Robot 15M för finska marinens robotbåtar av Helsinki-klass. Dessa benämndes då Robot 15SF.

### Robot 15F
En version avsedd för attackflygplan, Robot 15F beställdes i juni 1982. För denna behövdes inga startraketer. Sådana robotar benämnes attackrobot.

### Robot 15KA
I Försvarsbeslutet 1987 planerade man för fyra stycken tungt kustrobotbatteri 90 beväpnade med Robot 15KA som ersättning för tungt kustrobotbatteri 08 beväpnade med den åldrande Robot 08. Senare minskades beställningen till endast ett batteri till förmån för satsningar på ubåtarna av Västergötland-klass. Detta enda batteri ingick i Kustartilleriets krigsorganisation under benämningen 1. tunga kustrobotbatteriet och utbildades på Karlskrona kustartilleriregemente (KA 2) första gången 1995. I samband med Försvarsbeslutet 2000 så utgick förbandet.
Försvarsminister Peter Hultqvist meddelade i november 2016 beslutet att återinföra detta robotsystem.
Ett tungt kustrobotbatteri 90 bestod av följande:
- Stab
  - En mindre stab med sambandspersonal och tekniker. Det fanns även två robotledare som skulle befinna sig hos milobefälhavare för att kunna ge beslutsstöd för insats av kustrobot.
- Batterieldledningspluton
  - Två stycken batterieldledningsplutoner kontrollerade varsin robotpluton och planerade anflygningsvägen för robotarna mot önskade mål utifrån uppgifter från både batteriets egna spaningsresurser och externa resurser.
- Robotpluton
  - Batteriets två robotplutoner bestod av vardera tre robotgrupper med vardera en robotbil (totalt sex robotbilar). Varje bil lastade fyra RBS 15M3 i robottuber. Totalt förfogade kustrobotbatteriet över 24 stycken RB 15 i en omgång.
- Mätpluton
  - Plutonen var delad i två mätavdelningar som förfogade över vardera en spaningsradar PS-902 som är en PS-90 modifierad för att vara optimerad mot sjömål. PS-902 var byggd på två Tgb 40. Måldata överfördes antingen via radio eller tråd. Trots dessa egna resurser för inmätning av sjömål så prioriterades extern måldata i första hand för att inte röja förbandet.
- Närskyddspluton
- Trosspluton

Finland och Kroatien har liknande system i tjänst.

## Varianter
- RBS 15 M (Mk.I) ursprungsvarianten som beställdes 1979 till svenska flottans robotbåtar.
  - RBS 15F flygburen variant av Mk.I som beställdes i juni 1982 till svenska flygvapnet.
- RBS 15 Mk.II
  - RBS 15SF
- RBS 15 Mk 3
  - RBS 15SF-3
- RB 15 MK3+ & RB 15 F-ER (Extended Range)  Beställda av Sverige i mars 2017 med förbättrad radar och målsökning, längre räckvidd, lägre vikt och kommer kunna slå ut flera olika sjö- och landmål. Leverans mellan 2017 och 2026. Systemen kommer vara operativa från mitten av 2020-talet på korvetter i Visbyklassen och Gripen E.[6][7]
- RBS 15 MK4 Gungnir med 300+ km räckvidd.[8] Namnet Gungnir kommer från skandinavisk mytologi och syftar på den nordiska guden Odens spjut som aldrig missade sitt mål. RBS 15 Gungnir är systemnamnet medan den luftavfyrda missilen kallas RBS 15 Mk4 Air.[9]

## Användare

### Nuvarande
- Finlands marin har RBS 15 Mk 2 som är moderniserade i omgångar. Lokal benämning är MTO-85. [10]
- Kroatiens flotta
- Polska marinen har RBS 15 Mk 3 som beväpning för robotbåtarna av Orkan-klass samt RBS 15 Mk.II som rörliga kustrobotbatterier. [11]
- Sverige
  -  Svenska marinen
  -  Svenska flygvapnet beställde en flygburen version av RBS 15 Mk.I som ersättare för Robot 04E, den nya roboten togs i tjänst 1989. Från början bars roboten av AJS 37 men senare även av JAS 39.
- Deutsche Marine har RBS 15 Mk 3 som beväpning på korvetter av Braunschweig-klass som kommer att ersättas av den beställda RBS-15 Mk.IV. Den nya RBS-15 Mk.IV kommer även att användas som beväpning på den nya F125-klassen av fregatter. Planer finns även på att uppgradera Brandenburg-klassens fregatter med RBS-15 Mk 3.
- Algeriet har RBS 15 Mk 3 som beväpning på sina två MEKO 200-klass fregatter.[12]
- Thailands flygvapen beställde i samband med köpet av Saab 39 Gripen även RBS-15F mot sjömål.[13]

### Beställda
- Bulgarien I augusti 2022 beställde den bulgariska marinen RBS 15 Mk3 som kommer att användas som beväpning på de två patrullfartyg som är under konstruktion för landet.[14][15]

### Tidigare
- Jugoslaviska flottan beställde robotar för nya jugoslaviska robotbåtar som ersättning för sovjetiska robotar men projektet hann aldrig slutföras på grund av inbördeskriget. De levererade robotarna togs över av Kroatien.